# Fairdale (Dakota Północna)
Fairdale – miasto w Stanach Zjednoczonych, w stanie Dakota Północna, w hrabstwie Walsh.